# Primera Autonómica Preferente de Castilla-La Mancha 2012-13
La Primera Autonómica Preferente de Castilla-La Mancha empezó el 1 de septiembre de 2012 y terminó el 25 de mayo de 2013 con los play-off de ascenso.

## Sistema de competición
La Primera Autonómica Preferente de Castilla-La Mancha 2012/13 está organizada por la Federación de Fútbol de Castilla-La Mancha (FFCM).
Como en temporadas precedentes, la Preferente 2012/13 consta de dos grupos (los equipos son designados en uno u otro por la cercanía con los otros rivales) integrados por 18 clubes de toda Castilla-La Mancha. Siguiendo un sistema de liga, los 18 equipos se enfrentan todos contra todos en dos ocasiones —una en campo propio y otra en campo contrario— sumando un total de 34 jornadas. El orden de los encuentros se decidió por sorteo antes de empezar la competición.
La clasificación final se establecerá con arreglo a los puntos obtenidos en cada enfrentamiento, a razón de tres por partido ganado, uno por empatado y ninguno en caso de derrota. Si al finalizar el campeonato dos equipos igualasen a puntos, los mecanismos para desempatar la clasificación serán los siguientes:
- El que tenga una mayor diferencia entre goles a favor y en contra en los enfrentamientos entre ambos.
- Si persiste el empate, se tendrá en cuenta la diferencia de goles a favor y en contra en los 2 partidos jugados entre ellos.

Si el empate a puntos es entre tres o más clubes, los sucesivos mecanismos de desempate serán los siguientes: 
- La mejor puntuación de la que a cada uno corresponda a tenor de los resultados de los partidos jugados entre sí por los clubes implicados.
- La mayor diferencia de goles a favor y en contra, considerando únicamente los partidos jugados entre sí por los clubes implicados.
- La mayor diferencia de goles a favor y en contra teniendo en cuenta todos los encuentros del campeonato.
- El mayor número de goles a favor teniendo en cuenta todos los encuentros del campeonato.

### Efectos de la clasificación
El primero de cada grupo será directamente ascendido a Tercera División para la próxima temporada. Los dos segundos jugarán un play-off por el ascenso, por lo que al final ascenderán tres equipos. Las plazas de estos equipos serán cubiertas la próxima temporada por los tres últimos clasificados del grupo XVIII, de esta temporada, en Tercera División.
Por su parte, los cuatro últimos clasificados de cada grupo (puestos del 15º al 18º) serán descendidos a la Primera División Autonómica de Castilla-La Mancha.
Puede dar el caso, que asciendan más equipos a Segunda División B lo que provocaría que ascendieran más equipos de esta categoría para completar los 20 equipos de Tercera División.

## Equipos participantes

### Ascensos y descensos
| Pos.      | Ascendidos a 3ª División               |
| --------- | -------------------------------------- |
| 1.º G. I  | C. D. Ciudad Real                      |
| 1.º G. II | Mora C. F.                             |
| 2.º G. II | C. F. Talavera de la Reina (promoción) |

| Pos.          | Descendidos de 3ª División |
| ------------- | -------------------------- |
| 15.º G. XVIII | C. A. Ibañés               |
| 16.º G. XVIII | Yugo-U. D. Socuéllamos     |
| 17.º G. XVIII | Tomelloso C. F.            |
| 18.º G. XVIII | La Gineta C. F.            |
| 19.º G. XVIII | C. D. Carranque            |
| 20.º G. XVIII | C. D. Puertollano "B"      |

| Pos.       | Descendidos a 1ª División Autonómica |
| ---------- | ------------------------------------ |
| 14.º G. I  | C. D. Miguelturreño                  |
| 14.º G. II | C. D. Sagreño Yuncler                |
| 15.º G. I  | U. D. Villamalea                     |
| 15.º G. II | C. D. Azuqueca "B"                   |
| 16.º G. I  | C. D. U. Criptanense                 |
| 16.º G. II | Sporting Cabanillas                  |
| 17.º G. I  | U. D. Albacer                        |
| 17.º G. II | At. Consuegra                        |
| 18.º G. I  | Deportivo Barrax C. F.               |
| 18.º G. II | C. D. Fuensalida                     |

| Pos.       | Ascendidos de 1ª División Autonómica |
| ---------- | ------------------------------------ |
| 1.º G. I   | C. D. E. B. Isso Rte. Hnos. Cantero  |
| 1.º G. II  | Piedrabuena Dintel F. C.             |
| 1.º G. III | C. D. Los Yébenes                    |
| 1.º G. IV  | C. F. Alovera                        |
| 2.º G. I   | Madrigueras U. D.                    |
| 2.º G. II  | C. D. B. E. F. Valdepeñas            |
| 2.º G. III | C. D. Sonseca                        |
| 2.º G. IV  | C. D. Pantoja                        |

### Grupo I
| C. D. Miguelturreño                       | Miguelturra          | Ciudad Real | José Vicente Rojas Rivero               |
| C. F. La Solana                           | La Solana            | Ciudad Real | Juan De Lara García Cervigón            |
| Tomelloso C. F.                           | Tomelloso            | Ciudad Real | Ignacio Galindo García                  |
| Almagro C. F.                             | Almagro              | Ciudad Real | Francisco José Martín Acevedo           |
| Atlético Teresiano                        | Malagón              | Ciudad Real | José Berja Vega                         |
| La Gineta C. F.                           | La Gineta            | Albacete    | Pedro Arenas Arenas                     |
| C. D. Piedrabuena                         | Piedrabuena          | Ciudad Real | Manuel Fernández Díaz                   |
| C. D. B. Herencia                         | Herencia             | Ciudad Real | Enrique Moreno Palancas Gallego Iniesta |
| Daimiel C. F.                             | Daimiel              | Ciudad Real | Santos García Moreno García Muñoz       |
| C. D. Puertollano "B"                     | Puertollano          | Ciudad Real | Ramón Fernández Espinosa                |
| C. D. E. E. F. Zona 5                     | Albacete             | Albacete    | José Luis Fuentes López                 |
| Munera C. F.                              | Munera               | Albacete    | Pedro José Carreño Vico                 |
| C. D. E. B. Isso C. F.                    | Isso, Hellín         | Albacete    | Pedro Antonio Saez Azorín               |
| Madrigueras U. D.                         | Madrigueras          | Albacete    | Jorge Espinosa Cañadas                  |
| Atlético Ibañes                           | Casas-Ibáñez         | Albacete    | Adrián Calonge Torralba                 |
| C. D. B. E. F. Valdepeñas                 | Valdepeñas           | Ciudad Real | Antonio De La Torre Camacho             |
| U. D. Carrión                             | Carrión de Calatrava | Ciudad Real | Vicente Arévalo Fernández               |
| Piedrabuena Dintel F. C.                  | Piedrabuena          | Ciudad Real | Bernabé Herruzo Ramón                   |
| Datos actualizados a: 1 de enero de 2013. |                      |             |                                         |

### Grupo II
| Yugo-U. D. Socuellamos C. F.              | Socuéllamos          | Ciudad Real | Ángel García Cosin                              |
| A. D. Torpedo 66                          | Cebolla              | Toledo      | Juan Francisco Garrido Ramírez                  |
| C. D. Pedroñeras                          | Las Pedroñeras       | Cuenca      | José Luis Sepulveda Esteso                      |
| C. D. Los Yébenes                         | Los Yébenes          | Toledo      | Vicente Rosell Guzmán                           |
| C. D. Sonseca                             | Sonseca              | Toledo      | Armando García López                            |
| A. D. San José Obrero                     | Cuenca               | Cuenca      | Esteban Moya Jurado                             |
| C. D. Villacañas                          | Villacañas           | Toledo      | Francisco José Fernández Santos                 |
| Motilla C. F.                             | Motilla del Palancar | Cuenca      | Carlos Javier Piera Cejalvo                     |
| C. D. Mota del Cuervo                     | Mota del Cuervo      | Cuenca      | José Luis Pérez Montero                         |
| A. C. D. M. Horche                        | Puertollano          | Guadalajara | José María Martínez Gil                         |
| C. D. Pantoja                             | Pantoja              | Toledo      | José Raúl Sánchez Simón                         |
| C. D. Illescas "B"                        | Illescas             | Toledo      | Francisco José González Vilches                 |
| Dinamo Guadalajara                        | Guadalajara          | Guadalajara | Ángel Custodio Rodríguez Montes                 |
| C. D. Carranque                           | Carranque            | Toledo      | Francisco Argudo Ortega                         |
| C. F. Alovera                             | Alovera              | Guadalajara | Miguel Carlos López López                       |
| C. D. Yuncos                              | Yuncos               | Toledo      | Sergio Fraga Bouza                              |
| A. D. Seseña C. F.                        | Seseña               | Toledo      | Ángel Pablo Figueroa Fournier                   |
| C. D. Guadalajara "B"                     | Guadalajara          | Guadalajara | Jorge Juan Martín De San Pablo Sánchez De Rojas |
| Datos actualizados a: 1 de enero de 2013. |                      |             |                                                 |

### Equipos por provincias
| Provincia   | N.º | Equipos |
| ----------- | --- | --- |
| Ciudad Real | 13  | CD Miguelturreño, CF La Solana, Tomelloso CF, Almagro CF, Atlético Teresiano, CD Piedrabuena, CDB Herencia, Daimiel CF, CD Puertollano "B", CDB EF Valdepeñas, UD Carrión, Piedrabuena Dintel FC (Grupo I), Yugo-UD Socuellamos CF (Grupo II) |
| Toledo      | 8   | CD Los Yébenes, CD Sonseca, CD Villacañas, CD Pantoja, CD Illescas "B", CD Carranque, CD Yuncos, AD Seseña CF (Grupo II) |
| Albacete    | 6   | La Gineta CF, CDE EF Zona 5, Munera CF, CDEB Isso CF, Madrigueras UD, Atlético Ibañes (Grupo I) |
| Guadalajara | 4   | ACDM Horche, Dinamo Guadalajara, CF Alovera, CD Guadalajara "B" (Grupo II) |
| Cuenca      | 4   | CD Mota del Cuervo, Motilla CF, CD Pedroñeras, AD San José Obrero (Grupo II) |

## Resultados y clasificaciones

### Grupo I

#### Clasificación
|  |     | Equipo                    | PJ | Pts | G  | E  | P  | GF | GC  | Dif. |
|  | --- | ------------------------- | -- | --- | -- | -- | -- | -- | --- | ---- |
|  | 1.  | La Gineta C. F.           | 34 | 86  | 27 | 5  | 2  | 89 | 29  | 60   |
|  | 2.  | C. D. E. E. F. Zona 5     | 34 | 76  | 24 | 4  | 6  | 67 | 28  | 39   |
|  | 3.  | Atlético Ibañes           | 34 | 74  | 23 | 5  | 6  | 72 | 31  | 41   |
|  | 4.  | Daimiel C. F.             | 34 | 67  | 19 | 10 | 5  | 54 | 21  | 33   |
|  | 5.  | C. F. La Solana           | 34 | 66  | 20 | 6  | 8  | 54 | 33  | 21   |
|  | 6.  | Almagro C. F.             | 34 | 56  | 17 | 5  | 12 | 54 | 43  | 11   |
|  | 7.  | Tomelloso C. F.           | 34 | 53  | 16 | 5  | 13 | 64 | 48  | 16   |
|  | 8.  | Munera C. F.              | 34 | 52  | 15 | 7  | 12 | 45 | 46  | -1   |
|  | 9.  | C. D. Piedrabuena         | 34 | 49  | 15 | 4  | 15 | 56 | 51  | 5    |
|  | 10. | C. D. E. B. Isso C. F.    | 34 | 42  | 12 | 6  | 16 | 45 | 54  | -9   |
|  | 11. | Madrigueras U. D.         | 34 | 41  | 12 | 5  | 17 | 42 | 53  | -11  |
|  | 12. | C. D. B. Herencia         | 34 | 40  | 11 | 7  | 16 | 37 | 63  | -26  |
|  | 13. | C. D. Miguelturreño       | 34 | 40  | 12 | 4  | 18 | 46 | 56  | -10  |
|  | 14. | Atlético Teresiano        | 34 | 32  | 9  | 5  | 20 | 42 | 54  | -12  |
|  | 15. | U. D. Carrión             | 34 | 32  | 8  | 8  | 18 | 44 | 54  | -10  |
|  | 16. | C. D. B. E. F. Valdepeñas | 34 | 29  | 7  | 8  | 19 | 48 | 52  | -4   |
|  | 17. | Piedrabuena Dintel F. C.  | 34 | 21  | 5  | 6  | 23 | 30 | 101 | -71  |
|  | 18. | C. D. Puertollano "B"     | 34 | 10  | 2  | 4  | 28 | 24 | 96  | -72  |

Fuente: Federación de Fútbol de Castilla-La Mancha
Pts = Puntos; PJ = Partidos Jugados; G = Partidos Ganados; E = Partidos Empatados; P = Partidos Perdidos; GF = Goles Anotados; GC = Goles Recibidos; Dif. = Diferencia de goles
|  | Equipo ascendido a Tercera División.                    |
|  | Clasificado para playoff de ascenso a Tercera División. |
|  | Desciende a Primera Autonómica.                         |

### Grupo II

#### Clasificación
|  |     | Equipo                       | PJ | Pts | G  | E  | P  | GF | GC | Dif. |
|  | --- | ---------------------------- | -- | --- | -- | -- | -- | -- | -- | ---- |
|  | 1.  | Yugo-U. D. Socuellamos C. F. | 34 | 91  | 29 | 4  | 1  | 86 | 17 | 69   |
|  | 2.  | C. D. Pedroñeras             | 34 | 80  | 25 | 5  | 4  | 62 | 31 | 31   |
|  | 3.  | A. D. San José Obrero        | 34 | 67  | 21 | 4  | 9  | 66 | 38 | 28   |
|  | 4.  | C. D. Villacañas             | 34 | 56  | 17 | 5  | 12 | 47 | 35 | 12   |
|  | 5.  | C. D. Sonseca                | 34 | 54  | 15 | 9  | 10 | 52 | 41 | 11   |
|  | 6.  | C. D. Mota del Cuervo        | 34 | 53  | 15 | 8  | 11 | 63 | 55 | 8    |
|  | 7.  | C. D. Illescas "B"           | 34 | 52  | 16 | 4  | 14 | 44 | 45 | -1   |
|  | 8.  | C. D. Guadalajara "B"        | 34 | 51  | 15 | 6  | 13 | 60 | 46 | 14   |
|  | 9.  | A. C. D. M. Horche           | 34 | 47  | 12 | 11 | 11 | 40 | 53 | -13  |
|  | 10. | C. D. Alovera                | 34 | 45  | 13 | 6  | 15 | 38 | 49 | -11  |
|  | 11. | A. D. Torpedo 66             | 34 | 42  | 12 | 6  | 16 | 43 | 55 | -12  |
|  | 12. | C. D. Los Yébenes            | 34 | 40  | 11 | 7  | 16 | 50 | 60 | -10  |
|  | 13. | C. D. Yuncos                 | 34 | 39  | 11 | 6  | 17 | 47 | 58 | -11  |
|  | 14. | C. D. Carranque              | 34 | 37  | 10 | 7  | 17 | 34 | 46 | -12  |
|  | 15. | Motilla C. F.                | 34 | 31  | 8  | 7  | 19 | 50 | 56 | -6   |
|  | 16. | C. D. Pantoja                | 34 | 31  | 7  | 10 | 17 | 37 | 62 | -25  |
|  | 17. | A. D. Seseña C. F.           | 34 | 25  | 6  | 7  | 21 | 44 | 76 | -32  |
|  | 18. | Dinamo Guadalajara           | 34 | 18  | 4  | 6  | 24 | 30 | 70 | -40  |

Fuente: Federación de Fútbol de Castilla-La Mancha
Pts = Puntos; PJ = Partidos Jugados; G = Partidos Ganados; E = Partidos Empatados; P = Partidos Perdidos; GF = Goles Anotados; GC = Goles Recibidos; Dif. = Diferencia de goles
|  | Equipo ascendido a Tercera División.                    |
|  | Clasificado para playoff de ascenso a Tercera División. |
|  | Desciende a Primera Autonómica.                         |

## Play-Off de ascenso a Tercera División
| Ida; 19 de mayo de 2013, 19:00 (CEST) | C. D. Pedroñeras | 0:0     | C. D. E. E. F. Zona 5 | Estadio municipal de Las Pedroñeras, Las Pedroñeras |                                                  |
|                                       |                  | Reporte |                       | Árbitro(s): Juan Pablo Fernández-Tejero González    | Árbitro(s): Juan Pablo Fernández-Tejero González |

| Vuelta; 25 de mayo de 2013, 19:00 (CEST) | C. D. E. E. F. Zona 5                                                       | 3:0 (1:0) | C. D. Pedroñeras | José Copete, Albacete                    |                                          |
|                                          | Carlos Martínez 41' · Rafael Garrigos 80' · Félix Javier Fuentes 87' (pen.) | Reporte   |                  | Árbitro(s): Pedro Díaz De Mera Escuderos | Árbitro(s): Pedro Díaz De Mera Escuderos |

| Asciende a Tercera División C. D. E. E. F. Zona 5 |

## Goleadores

### Grupo I
| Pos. | Jugador                 | Equipo                | Goles | PJ |
| ---- | ----------------------- | --------------------- | ----- | -- |
| 1.°  | Marcos Moreno           | C. D. E. E. F. Zona 5 | 20    | 33 |
| 2.°  | Marco Antonio Rodríguez | C. D. Piedrabuena     | 17    | 28 |
| 3.º  | Jaime Rodrigo           | C.D. Miguelturreño    | 16    | 32 |
| 4.º  | José Emiliano Martínez  | La Gineta C. F.       | 15    | 33 |
| 5.º  | Xabier Blas             | Munera C. F.          | 14    | 28 |

Fuente: Federación de Fútbol de Castilla-La Mancha

### Grupo II
| Pos. | Jugador            | Equipo                       | Goles | PJ |
| ---- | ------------------ | ---------------------------- | ----- | -- |
| 1.°  | Godwin Mensha      | Yugo-U. D. Socuellamos C. F. | 30    | 34 |
| 2.°  | Óscar Sevillano    | C. D. Mota del Cuervo        | 22    | 32 |
| 3.º  | Ibrahima Diedhiou  | Yugo-U. D. Socuellamos C. F. | 22    | 33 |
| 4.º  | Ariel Antonio Roch | A. D. Torpedo 66             | 20    | 32 |
| 5.º  | Roberto Rodrigo    | A.D. San José Obrero         | 18    | 30 |

Fuente: Federación de Fútbol de Castilla-La Mancha